# Civilne neredne obrambne straže
Civilne neredne obrambne straže (izvirno angleško Civil Irregular Defense Guards oz. Civil Irregular Defense Groups; kratica CIDG) je bila paravojaška organizacija, ki jo je ustanovila Centralna obveščevalna agencija (CIA); natančneje njen Oddelek za specialne aktivnosti v Vietnamu.
CIGG je bila aktivna med vietnamsko vojno. Sestavljajo jo je okoli 45.000 pripadnikov: večina teh pripadnikov je bila iz raznih manjših gorskih plemen (npr. Nungi). Medtem, ko je CIA skrbela za oskrbovanje in splošno podporo te organizacije, so urjenje in vodenje teh vojaških enot prevzele specialne sile Kopenske vojske ZDA; predvsem Zelene baretke.

## Zgodovina
CIA je program pričela decembra 1961 z namenom organiziranja Montagnardov in drugih gorskih izoliranih etničnih skupin v skupno protikomunistično silo. Osnovna zadolžitev CIDG je bila domobranske narave, hkrati pa so bili zadolženi še za zbiranje obveščevalnih podatkov v okolici, sledenje komunističnih sil, nadzor komunikacijskih poti,... Iz najbolj sposobnih vaščanov pa so sestavili bolj mobilne enote, katere so se bojevali predvsem kot gorski komandosi. 1. februarja 1962 so v program vstopili še pripadniki Zelenih baretk, ki so izvajali osnovno in specialistično vojaško urjenje, hkrati pa izvajali tudi druge aktivnosti (zdravstvena oskrba meščanov, logistična oskrba vasi, gradnja boljših stavb,...). Oktobra 1963 je v sklopu programa delovalo: 16.084 pripadnikov mobilnih udarnih enot, 40.765 vaščanov-domobrancev, 4.912 gorskih izvidnikov in 3.256 nadzornikov meje. V začetku leta 1966 je moč CIDG padla na 28.430 pripadnikov, ki so delovali v 200 četah. Leta 1965 so pričeli reorganizirati CIDG v Regionalne sile. Boljše (specialistične) enote pa so do leta 1970 priključili v Rangersko poveljstvo Armade Vietnama.